# Libro de bolsillo
Se denomina libro de bolsillo al tipo de edición de libros que se comercializa con un formato especialmente manejable (en tapa blanda, normalmente) y con un precio más asequible que el de otras modalidades. La edición de bolsillo admite cualquier tipo de género o materia en el contenido de los libros.

## Características
El libro de bolsillo es un típico producto de la sociedad de masas; con todo, con él se inició históricamente la transformación de la industria editorial en una industria importante y muy planificada, y, en este sentido, su producción está comercialmente diversificada para atender la demanda de grupos concretos de individuos (jóvenes; aficionados a determinados géneros literarios; etc.), algo que constituye la clave de su popularidad. Por lo demás, además de romper determinadas jerarquías culturales, al poner al mismo nivel material obras clásicas y obras populares, sus características físicas lo oponen también a cierto tipo de libro tradicional, caro y de formato robusto, en cuanto este se constituye para algunos sectores sociales en símbolo de clase.
Su éxito radica, además,

en el pequeño tamaño, que hace buenos para la lectura cualquier tiempo y lugar; en la atractiva cubierta, que llama la atención y despierta curiosidad; en el precio barato, conseguido a base de la fabricación mecanizada y en serie, y en una moderna comercialización, más parecida a la de la prensa que al tradicional comercio del libro.

En otro orden de cosas, se discute si la extensión del libro de bolsillo ha generado algún tipo de cambio social (en el sentido de aumento de número de lectores) o, por el contrario, simplemente ha facilitado el acceso a determinadas obras al público que ya era lector.
La presión del libro electrónico ha llevado a idear nuevas modalidades de libro de bolsillo; así, por ejemplo, en 2010 se presentó el Dwarsligger («librino») danés, de formato apaisado y tamaño muy reducido.
La mayoría de las editoriales cuentan con colecciones de bolsillo. Normalmente, publican las novedades en ediciones en cartoné, mientras que las reediciones de los títulos más exitosos quedan reservadas a la edición de bolsillo, lo que en muchas ocasiones garantiza un aumento considerable de las ventas e ingresos, respecto de lo conseguido con la otra edición. También, determinadas colecciones, por ejemplo, las de clásicos encaminados a la lectura escolar (universitaria o no), se suelen publicar directamente en formato de bolsillo. En otras ocasiones, toda la producción de una editorial puede realizarse directamente en este formato.

## Historia
La necesidad de publicar libros con estas características estaba ya presente en la Antigua Roma, donde hacia el siglo I existían unos libros llamados pugilares, en forma de códice, que se podían sujetar con facilidad con la mano.
Tras la invención de la imprenta, la primera colección de libros lanzada con la idea de que resultasen cómodos para su uso durante viajes o paseos fue la del italiano Aldo Manucio; su formato se describía con la expresión enchiridi forma, esto es, libros «con forma compacta o de manual». Algo parecido hizo en el siglo XVII, en Holanda, la familia Elzevir con una colección de clásicos.
En Alemania, cuyos medios literarios durante el siglo XVIII tuvieron un carácter más burgués que en Francia o Inglaterra, la lectura se extendió socialmente de forma considerable, hasta el punto de crearse sociedades de lectores. Esta pasión lectora resultó útil a los ilustrados para propagar su literatura didáctica y, también, de recreo. En este sentido, desde Alemania se difundieron al resto de Europa libros de reducidas dimensiones y almanaques ilustrados como literatura de entretenimiento.
Ya en el siglo XX, al menos en Inglaterra, existían ediciones de libros baratas y de baja calidad material conocidas como penny dreadfuls (centradas en contenidos escabrosos). Con todo, la idea moderna del libro de bolsillo se materializó en 1935 con la editorial inglesa Penguin Books. Creada por Allen Lane, publicaba libros económicos (6 peniques, como un paquete de cigarrillos) y en rústica (paper back), cuidando además la calidad de los textos y del material.
Cuando la idea llegó a los Estados Unidos, en 1939 con los paperbacks de la editorial Simon and Schuster, apareció el nombre pocket book, literalmente «libro de bolsillo», para referirse a este nuevo formato de libros; fueron especialmente populares entre los soldados de la Segunda Guerra Mundial, por su facilidad para el transporte y el uso.
En 1972 apareció en Italia el mille lire, libro a 1000 liras (el precio de un café, entonces), cuando el precio normal de un libro hasta el momento era de 34.000 liras. Ideado por Marcello Baraghini, el modelo fue adoptado por otras editoriales del propio país y del extranjero, como fue el caso en Francia de los libros a 10 francos.
En España, la primera editorial en editar una colección de bolsillo fue Espasa Calpe, con la «colección Austral», iniciada en 1939 con el ensayo La rebelión de las masas de José Ortega y Gasset. El diseño imitaba en parte el minimalismo de las ediciones de Penguin y adoptaba el uso de colores para indicar el tipo de contenido. Más tarde, la relevancia de las portadas en las ediciones de bolsillo fue significativamente puesta de manifiesto por el trabajo de Daniel Gil para la colección «El Libro de Bolsillo» de Alianza Editorial.
Hacia mediados de la década de 1990, cuando el libro de bolsillo empezó a cobrar protagonismo en España, en Alemania y Gran Bretaña ya constituía el 40% del negocio editorial. A finales de la década de 2000, el libro de bolsillo acaparaba el 10% del mercado editorial en España.